# Hippolyte Flandrin
Jean Hippolyte Flandrin, nacido en Lyon el 23 de marzo de 1809 y muerto en Roma el 21 de marzo de 1864, fue un pintor francés, adscrito a la Escuela de Lyon.

## Vida

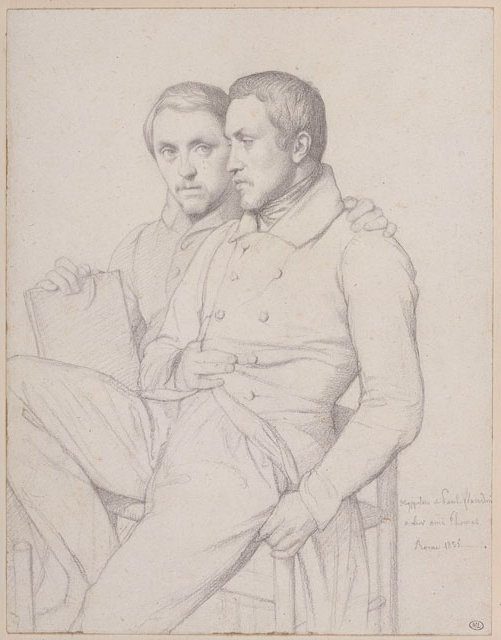
Autorretrato doble de Hippolyte y Paul Flandrin, 1835, Museo del Louvre, París.

Alumno de Dominique Ingres, la pintura de Flandrin se sitúa entre el neoclasicismo y el inicio del romanticismo, pues encontramos valores puramente románticos. 
En 1832 obtuvo el Premio de Roma por su Reconocimiento de Teseo por su padre. Ello le permitió pasar cinco años en Roma donde se consagró a la pintura de historia y la pintura religiosa (Santa Clara curando a los ciegos, Jesús y los niños, 1855). De regreso a Francia en 1856, Hippolyte Flandrin fue nombrado miembro de la Academia de Bellas Artes y trabajó para las iglesias de Saint-Séverine, Saint-German-des-Prés y Saint-Vicent de Paul de París. 
Colaboró en muchas obras con su hermano Paul, y ambos fueron ayudantes de Dominique Ingres.
En 1863, al declinar su salud, agravada por el mucho trabajo, decidió retornar a Italia, donde murió de viruela.
Su Elogio fúnebre fue pronunciado en la Academia de Bellas Artes por Charles Ernest Beulé (1864).

## Obras
Se dedicó sobre todo a la pintura de historia y religiosa, y pintó, entre otras, las siguientes obras:
- St-Clair guérissant tes aveugles ;
- Euripide écrivant ses tragédies ;
- Dante dans le cercle des envieux ;
- Christ et les petits enfants ;
- St-Louis dictant ses commandements ;
- St-Louis prenant la croix pour la deuxième fois ;
- Mater Dolorosa ;
- Jeune homme nu assis au bord de la mer ;
- Napoléon législateur ;
- Napoléon III, etc.

Ejecutó las pinturas murales de la Abadía de Saint-Germain-des-Prés y de la iglesia de San Vicente de Paul en París. En estas obras probó que, como pintor, tenía un sentimiento religioso muy elevado.

## Galería

Obras de Hippolyte Flandrin
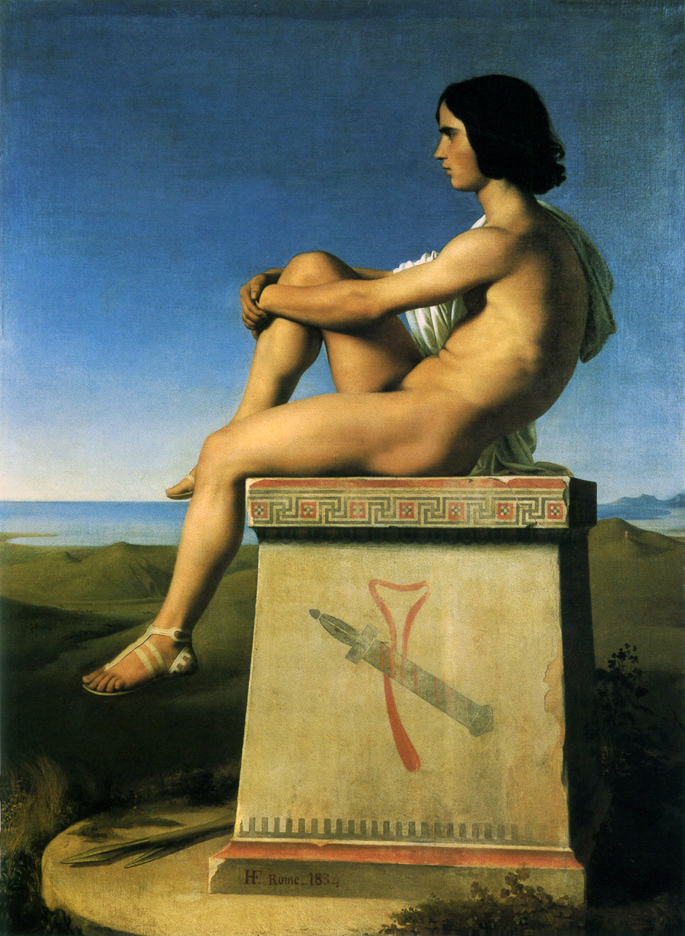
Politès, fils de Priam, observant les mouvements des Grecs (1833-1834), Musée d'art et d'industrie de Saint-Étienne.
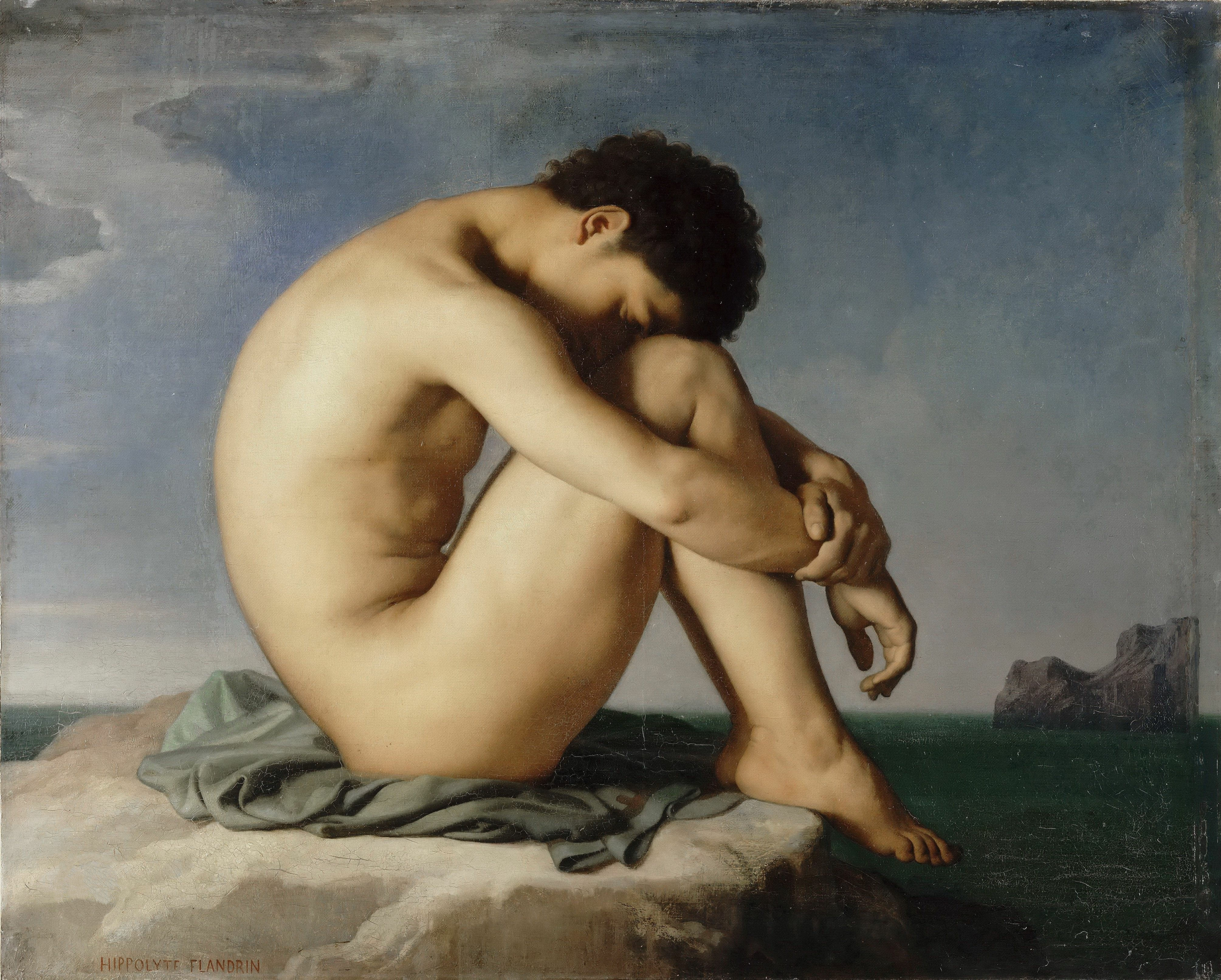
Jeune homme nu assis au bord de la mer (1836), París, Museo del Louvre.
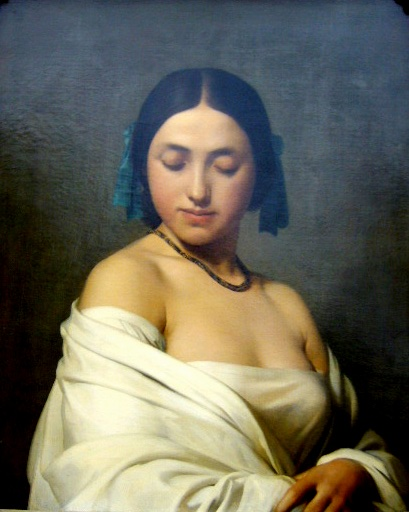
La Florentine (1840), Museo de Bellas Artes de Nantes.
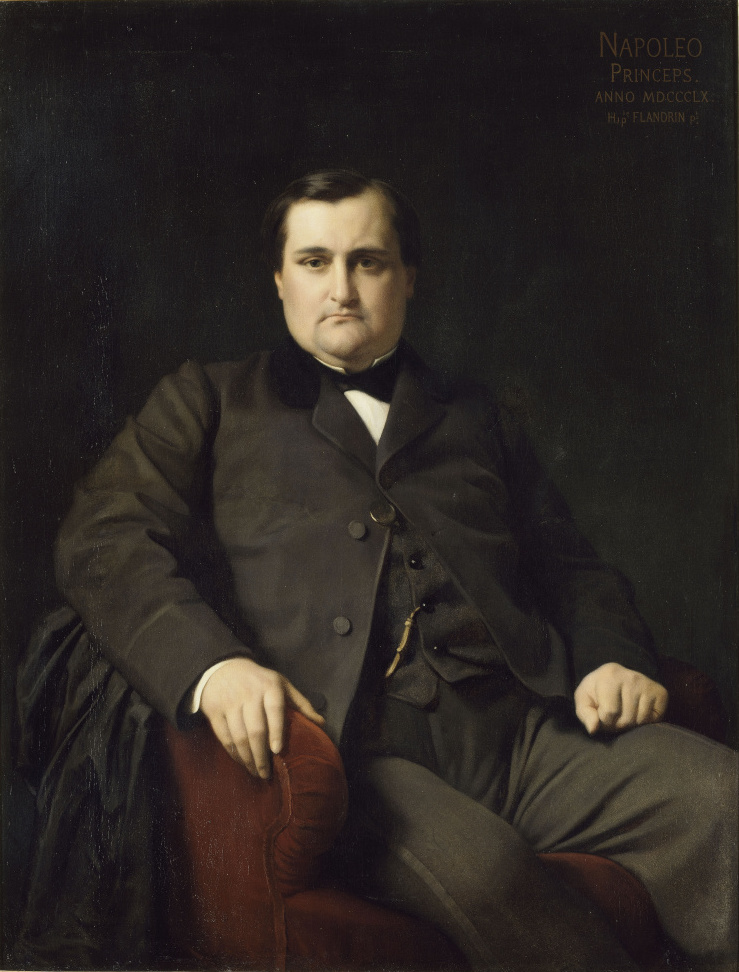
Napoléon Joseph Charles Paul Bonaparte (1860), París, Museo d'Orsay.